# 叶赫河
叶赫河（转写：yehe bira），位于中国东北地区的一条河流，是寇河右岸支流，发源于吉林省四平市铁东区石岭镇十里堡村以北的山区，蜿蜒向西南流经转山湖水库、叶赫满族镇、辽宁省开原市莲花镇、南城子水库等地，最后于威远堡镇纪家村以东汇入寇河。河流全长61.1千米，流域面积628.6平方千米。上游叶赫镇历史上是海西女真叶赫部的聚居地。